# Максіміліан Еггештайн
Максіміліан Еггештайн (нім. Maximilian Eggestein, нар. 8 грудня 1996, Ганновер) — німецький футболіст, півзахисник клубу «Фрайбург».

## Клубна кар'єра
Народився 8 грудня 1996 року в місті Ганновер. Свою футбольну кар'єру Еггештайн почав в дитячій спортивній школі ганноверського району Ріклінген, але потім перейшов в юнацьку команду «Гафельзе». На початку 2011 року він перейшов в «Вердер», за який виступав у Бундеслізі (до 17 років). У сезоні 2012/13 цього турніру Максіміліан забив 14 м'ячів, ставши п'ятим у списку бомбардирів.
Починаючи з 2014 року він був переведений у другу команду, де грав під керівництвом Віктора Скрипника на позиції атакуючого півзахисника. Після переведення Скрипника в основну команду Еггештайн був включений до її складу і зумів дебютувати в Бундеслізі 29 листопада 2014 року, вийшовши на заміну на 83-й хвилині замість Левента Айчічека у матчі проти «Падерборна» (4:0). Станом на 17 червня 2019 року відіграв за бременський клуб 91 матч в національному чемпіонаті.

## Виступи за збірні
З 2015 року залучався до матчів молодіжної збірної Німеччини, у її складі поїхав на молодіжний чемпіонат Європи 2019 року в Італії.

## Статистика виступів

### Статистика клубних виступів
| Сезон              | Команда            | Чемпіонат          | Чемпіонат | Чемпіонат | Національний кубок | Національний кубок | Національний кубок | Континентальні кубки | Континентальні кубки | Континентальні кубки | Інші змагання | Інші змагання | Інші змагання | Усього | Усього |
| Сезон              | Команда            | Ліга               | Ігор      | Голів     | Ліга               | Ігор               | Голів              | Ліга                 | Ігор                 | Голів                | Ліга          | Ігор          | Голів         | Ігор   | Голів  |
| ------------------ | ------------------ | ------------------ | --------- | --------- | ------------------ | ------------------ | ------------------ | -------------------- | -------------------- | -------------------- | ------------- | ------------- | ------------- | ------ | ------ |
| 2014–15            | «Вердер»           | БЛ                 | 1         | 0         | КН                 | 0                  | 0                  | -                    | -                    | -                    | -             | -             | -             | 1      | 0      |
| 2015–16            | «Вердер»           | БЛ                 | 7         | 0         | КН                 | 1                  | 0                  | -                    | -                    | -                    | -             | -             | -             | 8      | 0      |
| 2016–17            | «Вердер»           | БЛ                 | 15        | 1         | КН                 | 0                  | 0                  | -                    | -                    | -                    | -             | -             | -             | 15     | 1      |
| 2017–18            | «Вердер»           | БЛ                 | 14        | 1         | КН                 | 2                  | 1                  | -                    | -                    | -                    | -             | -             | -             | 16     | 2      |
| Усього за «Вердер» | Усього за «Вердер» | Усього за «Вердер» | 37        | 2         |                    | 3                  | 1                  |                      | -                    | -                    |               | -             | -             | 40     | 3      |
| Усього за кар'єру  | Усього за кар'єру  | Усього за кар'єру  | 37        | 2         |                    | 3                  | 1                  |                      | -                    | -                    |               | -             | -             | 40     | 3      |

## Особисте життя
У Максіміліана є молодший брат, Йоганнес, який також став футболістом. Батько братів, Карл Еггештайн, теж був футболістом.